# Chris Nilan
Christopher John „Chris“ Nilan  (* 9. Februar 1958 in Boston, Massachusetts) ist ein ehemaliger US-amerikanischer Eishockeyspieler und -trainer, der im Verlauf seiner aktiven Karriere zwischen 1976 und 1992 unter anderem 779 Spiele für die Canadiens de Montréal, New York Rangers und Boston Bruins in der National Hockey League auf der Position des rechten Flügelstürmers bestritten hat. Nilan, der den Spielertyp des Enforcers verkörperte, feierte seinen größten Karriereerfolg in Diensten der Canadiens de Montréal mit dem Gewinn des Stanley Cups im Jahr 1986.

## Karriere
Chris Nilan begann seine Karriere 1976 im Eishockeyteam der Northeastern University und war drei Jahre in der National Collegiate Athletic Association aktiv. Während dieser Zeit wurde er beim NHL Amateur Draft 1978 in der 19. Runde an 231. Position von den Canadiens de Montréal ausgewählt. Er begann die Saison 1979/80 bei den Nova Scotia Voyageurs in der American Hockey League und gab in derselben Saison auch sein NHL-Debüt für die Canadiens. Ein Jahr später wurde er fest in den Profikader der Canadiens aufgenommen und wurde zu einem wichtigen Spieler der Mannschaft. In der Saison 1983/84 schaffte er mit der Mannschaft den Einzug in die Conference Finals und unterlag dort in sechs Spielen gegen die New York Islanders.
Zwei Jahre später gelang ihm mit den Canadiens nach Siegen über die Boston Bruins, Hartford Whalers und New York Rangers der Einzug in die Finalspiele um den Stanley Cup. Die Serie gegen die Calgary Flames wurde in fünf Spielen zugunsten der Canadiens entschieden und Nilan gewann die Trophäe. 1987 wurden die Division Finals erreicht, gegen die Philadelphia Flyers verlor die Mannschaft erst nach sieben Spielen. Ein Jahr später verließ Nilan die Canadiens und schloss sich den New York Rangers an. In drei Jahren wurde zwei Mal die Qualifikation für die Play-offs geschafft, in denen die Mannschaft jeweils in der ersten Runde wieder aus dem Wettbewerb ausschied. Im Sommer 1990 ging er zu den Boston Bruins und zwei Jahre später kehrte er kurzfristig zu den Montréal Canadiens zurück, um dort noch in 24 NHL-Spielen aufzulaufen und danach seine Karriere zu beenden.
Seine Trainerlaufbahn war hingegen weniger erfolgreich geprägt, er begann 1995 als Trainerassistent bei den New Jersey Devils und übernahm als Cheftrainer von 1997 bis 1999 die Chesapeake Icebreakers in der East Coast Hockey League. Mit den Icebreakers qualifizierte er sich in beiden Jahren für die Play-offs und schied dort in der ersten bzw. dritten Runde aus dem Wettbewerb aus. 1998 wurde er als Cheftrainer des Jahres der ECHL ausgezeichnet.

## Erfolge und Auszeichnungen
- 1986 Stanley-Cup-Gewinn mit den Canadiens de Montréal
- 1991 Teilnahme am NHL All-Star Game (verletzungsbedingte Absage)
- 1998 ECHL Coach of the Year

## NHL-Rekorde
- Meiste Strafen in einem Spiel (10; 31. März 1991)

## Karrierestatistik

### International
Vertrat die USA bei:
- Canada Cup 1987

(Legende zur Spielerstatistik: Sp oder GP = absolvierte Spiele; T oder G = erzielte Tore; V oder A = erzielte Assists; Pkt oder Pts = erzielte Scorerpunkte; SM oder PIM = erhaltene Strafminuten; +/− = Plus/Minus-Bilanz; PP = erzielte Überzahltore; SH = erzielte Unterzahltore; GW = erzielte Siegtore; 1 Play-downs/Relegation; Kursiv: Statistik nicht vollständig)